# Wan zhong
Wan zhong è un film del 1989 diretto da Wu Ziniu.